# Coupe caribéenne de la CONCACAF
La Coupe caribéenne de la CONCACAF est une compétition de football organisée par la CONCACAF et réunissant les meilleurs clubs des Caraïbes issus des fédérations membres de l'UCF.
La compétition est créée en 2021 quand la CONCACAF annonce une réforme de ses compétitions continentales. La Ligue de la CONCACAF disparaît, la Coupe d'Amérique centrale de la CONCACAF est créée, et la Coupe caribéenne remplace le Championnat des clubs caribéens, épreuve reine dans les Caraïbes entre 1997 et 2022.

## Histoire
Le 21 septembre 2021, la CONCACAF annonce un nouveau format pour sa Ligue des champions (devenue Coupe des champions depuis) regroupant vingt-sept équipes issues de toute la confédération. Dans les Caraïbes, la distinction entre équipes professionnelles et amateures est maintenue, le Caribbean Club Shield demeure donc le mode de qualification pour les clubs provenant de ligues amateures. Les deux finalistes de cette compétition rejoignent les deux représentants de chacune des quatre ligues professionnelles de la région, à savoir la République dominicaine, Haïti, la Jamaïque et Trinité-et-Tobago. Cependant, pour son édition inaugurale et l'épreuve 2024, la compétition ne comprend pas de formations haïtiennes en raison de la discontinuité des activités sportives au pays ces dernières années et les deux places sont alors reversées à la République dominicaine et la Jamaïque.

## Format
Le format de la compétition depuis 2023 se présente comme suit :
Les participants à la compétition sont regroupés en deux groupes de cinq équipes. Chaque club joue quatre rencontres, deux à domicile et deux à l'extérieur, face à chacun de ses adversaires. Les deux meilleures équipes de chaque groupe sont qualifiées pour les demi-finales. La phase à élimination directe se dispute sur un format aller-retour des demi-finales à la finale, incluant la confrontation pour la troisième place.
À l'issue du tournoi, le vainqueur est directement qualifié pour les huitièmes de finale de la Coupe des champions de la CONCACAF tandis que le finaliste perdant et le vainqueur de la petite finale rejoignent le premier tour de cette même compétition.

## Palmarès
| Édition | Vainqueur    | Finaliste   | Score      | Notes |
| 2023    | SV Robinhood | Cavalier FC | 1-0 ; 2-0  |       |
| 2024    | Cavalier FC  | Cibao FC    | 1-0 ; 1E-2 |       |
| 2025    |              |             |            |       |